# Вашингтон (округ, Міссісіпі)
Шаблон:StateAbbr_ 33°17′ пн. ш. 90°57′ зх. д. / 33.29° пн. ш. 90.95° зх. д.
Округ Вашингтон (англ. Washington County) — округ (графство) у штаті Міссісіпі, США. Ідентифікатор округу 28151.

## Історія
Округ утворений 1827 року.

## Демографія
За даними перепису 
2000 року 
загальне населення округу становило 62977 осіб, зокрема міського населення було 52298, а сільського — 10679.
Серед мешканців округу чоловіків було 29432, а жінок — 33545. В окрузі було 22158 домогосподарств, 15937 родин, які мешкали в 24381 будинках.
Середній розмір родини становив 3,35.
Віковий розподіл населення поданий у таблиці:
| Стать    | До 15 років | 15-21 | 22-29 | 30-39 | 40-49 | 50-65 | 65-85 | Понад 85 |
| -------- | ----------- | ----- | ----- | ----- | ----- | ----- | ----- | -------- |
| Чоловіки | 8449        | 3664  | 2969  | 3580  | 4123  | 3956  | 2409  | 282      |
| Жінки    | 7836        | 3744  | 3652  | 4394  | 4822  | 4576  | 3787  | 734      |

## Суміжні округи
- Болівар — північ
- Санфлауер — північний схід
- Гамфріс — схід
- Шаркі — південний схід
- Іссаквена — південь
- Шико, Арканзас — захід
- Діша, Арканзас — північний захід

## Виноски
1. ↑  U.S. Decennial Census. United States Census Bureau. Архів оригіналу за 19 липня 2018. Процитовано 8 листопада 2014.
2. ↑  Historical Census Browser. University of Virginia Library. Архів оригіналу за 11 серпня 2012. Процитовано 8 листопада 2014.
3. ↑  Population of Counties by Decennial Census: 1900 to 1990. United States Census Bureau. Архів оригіналу за 28 грудня 2014. Процитовано 8 листопада 2014.
4. ↑  Census 2000 PHC-T-4. Ranking Tables for Counties: 1990 and 2000 (PDF). United States Census Bureau. Архів оригіналу (PDF) за 18 грудня 2014. Процитовано 8 листопада 2014.
5. ↑  State & County QuickFacts. United States Census Bureau. Архів оригіналу за 22 липня 2011. Процитовано 7 вересня 2013.(англ.) Наведено за англійською вікіпедією.
6. ↑  American FactFinder. Бюро перепису населення США. Архів оригіналу за 26 лютого 2012. Процитовано 31 січня 2008.

| США | Це незавершена стаття з географії США. Ви можете допомогти проєкту, виправивши або дописавши її. |